# BLS Fb 2x2/3
Bei der Fb 2×2/3 handelte es sich um die elektrische Probelokomotive der AEG für die BLS-Versuchsstrecke Spiez–Frutigen.

## Allgemeines
Zur Abklärung, welche Art von Lokomotive für die Lötschbergbahn zu beschaffen sei, wurde im Winter 1907/08 von der Direktion beschlossen, das Teilstück Spiez – Frutigen (ehemals Spiez-Frutigen-Bahn) unverzüglich zu elektrifizieren, um bei Fertigstellung der Bergstrecke schon Erfahrungen mit der elektrischen Traktion zu haben. Im Frühjahr 1908 wurde auf Grund der eingegangenen Ausführungsofferten beschlossen, die Strecke mit Einphasenwechselstrom von 15 000 Volt und 15 Perioden/Sekunde (Hertz) zu elektrifizieren. Als sich 1913 die Eisenbahnverwaltungen von Preussen, Bayern und Baden sich auf 16 2/3 Hz als Standard festlegten, wurde die Frequenz entsprechend angepasst.
Die Anlagen wurden so ausgeführt, dass keine Umbauarbeiten vorzunehmen waren, sobald die Strecke durchgehend bis Brig befahrbar sein würde. Dadurch waren sie für den Versuchsbetrieb eigentlich überdimensioniert.
Die Bereitstellung der elektrischen Energie wurde den Bernischen Kraftwerken übertragen. Diese bauten ihr bestehendes Werk in Spiez aus und errichteten im Hinblick auf die Eröffnung der Bergstrecke das Kraftwerk Kandergrund, das 1911 fertiggestellt war.
Es wurde eine Fahrleitung mit Kettenaufhängung gewählt.
Neben der beschriebenen AEG-Maschine waren am Versuchsbetrieb noch eine Lokomotive der Maschinenfabrik Oerlikon der Bauart F 2x3/3 sowie drei Triebwagen der Elektrischen Bahnen Zürich, einem Gemeinschaftsunternehmen der Maschinenfabrik Oerlikon und der Siemens-Schuckert-Werke in Zusammenarbeit mit der Wagonfabrik Schlieren, der Bauart Ce 2/4 beteiligt.

## Technisches
Die Lokomotive bestand aus zwei kurzgekuppelten Lokomotivhälften, die jeweils zwei Treib- und eine Laufachse besassen. Der mechanische Teil wurde von der Lokomotivfabrik Krauss & Comp. in München geliefert. Der elektrische Teil stammte von AEG.
Die Laufachse war mit dem vorderen Treibrad zu einem Krauss-Helmholtz-Drehgestell vereint, dennoch war die Laufachse radial einstellbar und die vordere Treibachse seitlich verschiebbar. Die hintere Treibachse war fest im Innenrahmen eingebaut, welcher auch das Gestell für den Motor bildete und den Kasten trug. Die Lokomotive hatte also keinen festen Radstand. Die Federn waren bei den Treibachsen unter den Lagern aufgehängt, während sie sich bei den Laufachsen darüber befanden. In jeder Hälfte war ein Motor vorhanden, der sich in einem Rahmengestell befand. Er trieb über eine fast senkrechte Triebstange eine Blindwelle an, von welcher die Kraft auf die Kuppelstangen übertragen wurde. Die Transformatoren waren jeweils in einem Ölkasten vor dem Führerstand angeordnet. Die beiden Führerstände waren durch einen Seitengang im Maschinenraum und einen Faltenbalgübergang miteinander verbunden. Die Motoren besassen eine Leistung von je 800 PS bei einer Geschwindigkeit von 40 km/h. Die Lokomotive sollte also eine Last von 400 Tonnen auf 15,5 ‰ Steigung respektive 250 Tonnen auf 27 ‰ Steigung, entspricht einer Zugkraft von 8000 kg, befördern können. Die Motoren waren kompensierte Repulsionsmotoren mit separater Erregung der Armatur nach Bauart Winter-Eichberg. Die Geschwindigkeitsregulierung erfolgte einerseits über die Änderung der Statorspannung, andererseits durch Änderung des Übersetzungsverhältnisses des Erregertransformators. Jeder Motor hatte 120 Kohlenhalter, die höchste Motorenspannung betrug 1235 Volt. Es handelte sich um einen langsamlaufenden Elektromotor, so dass keine Übersetzung notwendig war. Die Steuerung war eine Stufenschalter-Steuerung, welche mit 17 Hüpfern je Wagenhälfte arbeitete. Die Wagenhälften waren voneinander unabhängig, jedoch wurden sie gemeinsam über eine Wechselstrom-Steuerung verbunden. Jede Lokomotivhälfte wog 48 Tonnen, welche aber durch den aussermittigen Motor ein seitliches Ungleichgewicht von jeweils rund drei Tonnen hatte.

## Versuchsergebnis
Bei den Fahreigenschaften und der Kurvenbeweglichkeit gab es keine nennenswerten Beanstandungen. Auch die angegebene Zugkraft wurde erreicht. Im mechanischen Bereich wurden vor allem diverse Lager beanstandet. Die ungenügend befestigten Motorenlager neigten deshalb zum Warmlaufen; bei den Blindwellenlagern war dies noch ausgeprägter. Die Schaltung war recht zuverlässig, da es keine Neuentwicklung war. Die hohe Stromaufnahme beim Anfahren von über 100 % der Volllastleistung war der Hauptgrund für die unbefriedigende Beurteilung des Motors, denn die Vergleichsmaschine startete mit gerade einmal 25 % Volllastleistung. Dazu kam noch die starke Phasenverschiebung, welche sich im Kraftwerk negativ auf die Spannungsregulierung auswirkte.

## Verbleib
Die Lokomotive wurde nach Ende des Versuchsbetriebes von der BLS nicht übernommen, so dass sie 1912 an den Hersteller zurückging, der sie für weitere Versuche verwendete. Siehe auch Preußische EG 509/510.